# Числення одномісних предикатів
У логіці, одномісне числення предикатів — це фрагмент логіки першого порядку, в якому всі символи відношень у сигнатурі є одномісними (тобто вони беруть лише один аргумент), і немає функціональних символів. Таким чином, усі атомні формули мають вигляд {\displaystyle P(x)}, де {\displaystyle P} є символом відношення і {\displaystyle x} є змінною .
Одномісне числення предиката може бути протиставлене з поліадичним численням предиката, яке дозволяє використовувати символи відношення, які беруть два або більше аргументів

## Виразність
Відсутність символів поліадичного відношення серйозно обмежує те, що може бути виражено в одномісному числення предикатів. Воно настільки слабке, що, на відміну від повного числення предикатів, його можна розв’язувати — існує процедура прийняття рішення, яка визначає, чи є дана формула одномісного числення предикатів логічно правильною (вірна для всіх непорожніх областей дискурсу ).   Однак додавання одного символу бінарного відношення до монадної логіки призводить до нерозбірливої логіки.

## Відношення з логікою терміну
Необхідність вийти за межі одномісної логіки не була оцінена до роботи з логіки відносин Августа де Моргана і Чарльза Сандерса Пірса в дев'ятнадцятому столітті, а також Фреге в його Begriffsschrifft 1879 року. До роботи цих трьох людей логіка терміну (силогістична логіка) широко вважалась адекватною для формального дедуктивного міркування.
Висновки в логіці терміну можуть цілком бути представлені в одномісному численні предиката. Наприклад, аргумент
Усі собаки – ссавці.
Жоден ссавець не є птахом.
Таким чином, жодна собака не є птахом.
може бути позначено мовою одномісного числення предикатів як
{\displaystyle [(\forall x\,D(x)\Rightarrow M(x))\land \neg (\exists y\,M(y)\land B(y))]\Rightarrow \neg (\exists z\,D(z)\land B(z))}
де {\displaystyle D}, {\displaystyle M} і {\displaystyle B} позначають предикати буття відповідно собаки, ссавця та птаха.
З іншого боку, одномісне числення предиката не є значно виразніше, ніж логіка терміну. Кожна формула в одномісному численні предиката еквівалентна до формули, в якій квантори з’являються лише в закритих підформулах у формі
{\displaystyle \forall x\,P_{1}(x)\lor \cdots \lor P_{n}(x)\lor \neg P'_{1}(x)\lor \cdots \lor \neg P'_{m}(x)}
або
{\displaystyle \exists x\,\neg P_{1}(x)\land \cdots \land \neg P_{n}(x)\land P'_{1}(x)\land \cdots \land P'_{m}(x),}
Ці формули дещо узагальнюють основні судження, що розглядаються в логіці терміну. Наприклад, ця форма дозволяє висловлюватися на кшталт « Кожен ссавець є травоїдним або м’ясоїдним (або обидва) ». {\displaystyle (\forall x\,\neg M(x)\lor H(x)\lor C(x))} . Проте міркування про такі твердження все ще можна розглядати в рамках логіки терміну, хоча й не лише за допомогою 19 класичних арістотелівських силогізмів .
Приймаючи пропозиційну логіку як дану, кожна формула в одномісному численні предикатів виражає щось, що також можна сформулювати в логіці термінів. З іншого боку, сучасний погляд на проблему множинної загальності в традиційній логіці робить висновок, що квантори не можуть бути корисними вкладками, якщо немає поліадичних предикатів, які б пов’язували зв’язані змінні.

## Варіанти
Формальну систему, описану вище, іноді називають чистим одномісним численням предикатів, де «чистий» означає відсутність функціональних літер. Дозвіл одномісних функціональних символів змінює логіку лише поверхнево , тоді як прийняття навіть однієї букви двійкової функції призводить до нерозбірливої логіки.
Одномісна логіка другого порядку допускає у формулах предикати вищої арності, але обмежує кількісне визначення другого порядку унарними предикатами, тобто єдиними дозволеними змінними другого порядку є змінні підмножини .

## Виноски
Портал:Філософія
1. ↑  Heinrich Behmann, Beiträge zur Algebra der Logik, insbesondere zum Entscheidungsproblem, in Mathematische Annalen (1922)
2. ↑  Löwenheim, L. (1915) "Über Möglichkeiten im Relativkalkül," Mathematische Annalen 76: 447-470. Translated as "On possibilities in the calculus of relatives" in Jean van Heijenoort, 1967. A Source Book in Mathematical Logic, 1879-1931. Harvard Univ. Press: 228-51.